# Baku Crystal Hall
Baku Crystal Hall (em azeri: Bakı Kristal Zalı) é uma salão multiusos interior em construção na capital do Azerbaijão, Bacu, junto à Praça da Bandeira Nacional. Foi inaugurado a 31 de Março de 2012, e tem uma capacidade de 25 000 lugares.
O Baku Crystal Hall foi o palco do Festival Eurovisão da Canção 2012.
E também foi palco do Jogos Europeus de 2015  em diferentes modalidades.